# Tanya Frei
Pour les articles homonymes, voir Frei.
Tanya Frei, née le 31 mai 1972 à Berne, est une joueuse suisse de curling notamment médaillée d'argent aux Jeux olympiques d'hiver de 2002.

## Carrière
Pendant sa carrière, Tanya Frei participe trois fois aux championnats du monde où elle remporte l'argent en 2000 et le bronze en 2004. Elle prend également part à trois championnats d'Europe, où elle remporte à chaque fois une médaille : l'argent en 2003 et le bronze en 1999 et en 2001. Frei participe une fois aux Jeux olympiques, en 2002 à Salt Lake City aux États-Unis avec Laurence Bidaud, Luzia Ebnöther, Mirjam Ott et Nadia Röthlisberger. Elle est médaillée d'argent après une défaite en finale contre les Britanniques.